# Чемпіонат світу з легкої атлетики в приміщенні 2018 — 3000 метрів (жінки)
Змагання з бігу на 3000 метрів серед жінок на Чемпіонаті світу з легкої атлетики в приміщенні 2018 у Бірмінгемі відбулись 1 березня в Арені Бірмінгем.

## Рекорди
На початок змагань основні рекордні результати були такими:
| WIR | Гензебе Дібаба Ефіопія    | 8.16,60 | Стокгольм Швеція  | 6 лютого 2014  |
| CR  | Еллі ван Хулст Нідерланди | 8.33,82 | Будапешт Угорщина | 4 березня 1989 |
| WL  | Гензебе Дібаба Ефіопія    | 8.31,23 | Сабадель Іспанія  | 13 лютого 2018 |

## Розклад
| Дата           | Час початку | Стадія |
| -------------- | ----------- | ------ |
| 1 березня 2018 | 20:15       | Фінал  |

Вказаний місцевий час (UTC+0)

## Результати
За регламентом змагань попередні забіги для відбору до фіналу не проводилися.

### Фінал
| Місце | Атлетка                  | Країна          | Час     | Примітки |
| ----- | ------------------------ | --------------- | ------- | -------- |
| 1     | Гензебе Дібаба           | Ефіопія         | 8.45,05 |          |
| 2     | Сіфан Гассан             | Нідерланди      | 8.45,68 | SB       |
| 3     | Лора М'юр                | Велика Британія | 8.45,78 | SB       |
| 4     | Геллен Обірі             | Кенія           | 8.49,66 |          |
| 5     | Шелбі Гуліган            | США             | 8.50,38 |          |
| 6     | Фанту Ворку              | Ефіопія         | 8.50,54 |          |
| 7     | Констанце Клостергальфен | Німеччина       | 8.51,79 |          |
| 8     | Кеті Мекі                | США             | 8.56,62 |          |
| 9     | Домінік Скотт            | ПАР             | 8.59,93 |          |
| 10    | Ейліш Макколган          | Велика Британія | 9.01,32 |          |
| 11    | Женев'єв Лалонд          | Канада          | 9.03,91 |          |
| 12    | Мераф Бахта              | Швеція          | 9.05,94 |          |
| 13    | Клаудія Бобоча           | Румунія         | 9.23,70 |          |
| 14    | Тамара Армуш             | Йорданія        | 9.45,68 |          |